# Бутейко Антон Денисович
Антон Денисович Бутейко (6 квітня 1947, с. Старий Чорторийськ, Маневицький район, Волинська область, Українська РСР — 10 березня 2019, Київ) — український дипломат. Надзвичайний і Повноважний Посол України. Народний депутат України 2 скликання.

## Життєпис
Народився 6 квітня 1947 у с. Старий Чорторийськ, Маневицький район, Волинська область. У 1974 році закінчив Київський університет ім. Т.Шевченка, факультет міжнародного права, юрист-міжнародник, перекладач-референт англійської мови. Кандидатська дисертація «Підготовчі органи з заснування міждержавних органів системи ООН» (1988 р.). Володів англійською та французькою мовами.
У 1974—1976 рр. — аташе, у 1976—1977 рр. — 3-й секретар, у 1977—1978 рр. — 2-й секретар відділу міжнародних організацій, у 1978—1980 рр. — 1-й секретар генерального секретаріату МЗС УРСР.
У 1980—1986 рр. — співробітник Секретаріату ООН (правове обслуговування багатосторонніх переговорів держав, підготовки проектів угод та ін. документів), м. Нью-Йорк.
У 1986—1990 рр. — радник відділу міжнародних організацій, у 1990—1991 рр. — начальник договірно-правового відділу МЗС Української РСР.
У 1991 р. — голова спеціальної міжнародної комісії зі створення Міжнародного трибуналу з морського права.
З 12.1991 р. по 09.1994 р. — радник Президента України — керуючий служби Президента України з міжнародних питань.
З 11 травня 1994 по 16 січня 1997 — Народний депутат України 2 скликання. Голова підкомісії з питань валютного регулювання і державного боргу Комісії з питань фінансів і банківської діяльності. Член Президії ВР України, керуючий групи «Центр», член групи «Конституційний центр». Був членом Конституційної Комісії від ВР України, голова секції з проблематики прямого народовладдя та законодавчої влади з 11.1994 р. по 1996 р., уповноважений КМ України у справах європейської та євроатлантичної інтеграції, заступник голови Державної комісії у зв'язках з НАТО, член Редакційної колегії з видання збірників актів законодавства України з 07.1998 р.
З 10.1995 р. по 11.1998 р. — перший заступник міністра МЗС України.
На парламентських виборах 1998 року балотувався по одномандатному округу № 223 (Київ). 6509 голосів «за» (6.07 %), четверте місце серед 29 кандидатів.
З 11.1998 р. по 12.1999 р. — Надзвичайний і Повноважний Посол України в США.
З 02.2000 р. — Посол з особливих доручень МЗС України.
До вересня 2003 р. — Надзвичайний і Повноважний Посол України в Румунії. Подав у відставку на знак протесту проти підписання угоди про Єдиний економічний простір з Росією.
З 12.12.2003 р. — віце-президент Асоціації українських банків.
З березня 2005 р. — перший заступник Міністра закордонних справ України. Уповноважений (агент) України у справі про делімітацію континентального шельфу та виключних економічних зон України та Румунії в Чорному морі. Національний координатор співробітництва України з НАТО у сфері зовнішньої політики, голова Міжвідомчої комісії з питань підготовки України до вступу в НАТО.
У червні 2006 року потрапив до лікарні з інфарктом та обширним інсультом.
10 березня 2019 року — помер.

## Вислови про Антона Бутейка
|  | Він був Українцем. Не хохлом, не малоросом, а Українцем. Послідовним, тверезим, упертим. Але цю впертість спрямовував на користь державі. Волинське коріння таки далося взнаки. Мріяв про успішну, потужну, визнану у світі й шановану цим світом Україну... Від природи він був дуже сильним. Тому й не гнувся: ні у прямому, ні в переносному смислі. Мав власну гордість і гордість за державу, якій щиро та вірно служив. І нікому не дозволяв ображати її честь. А ще — ніколи не торгував собою заради якихось швидкоплинних політичних (не кажучи вже про фінансові) інтересів. Де б він не працював — Україна була понад усе. |

## Відзнаки
- Орден «За заслуги» ІІІ ст.,
- Орден «За заслуги» II ст.,
- Орден «За заслуги» І ст.,[12]
- Ордени Греції, Італії, Мексики, Польщі.

## Вшанування пам'яті
У 2019 році з ініціативи Міжнародного громадського об'єднання «Волинське братство» у Старому Чорторийську на фасаді школи було відкрито меморіальну дошку Антону Бутейку.